# Coenagrion scitulum
Coenagrion scitulum är en trollsländeart som först beskrevs av Jules Pièrre Rambur 1842.  Coenagrion scitulum ingår i släktet blå flicksländor, och familjen sommarflicksländor. Inga underarter finns listade i Catalogue of Life.
Arten förekommer i nästan hela Europa och fram till Centralasien. Den lever i låglandet och i bergstrakter upp till 2000 meter över havet. Exemplaren vistas i träskmarker och i andra landskap med vattendrag och stående vatten. Typiska växter tillhör slingesläktet och särvsläktet.
Lokala populationer hotas av vattenföroreningar. Hela populationen antas vara stor. IUCN listar arten som livskraftig (LC).

## Bildgalleri

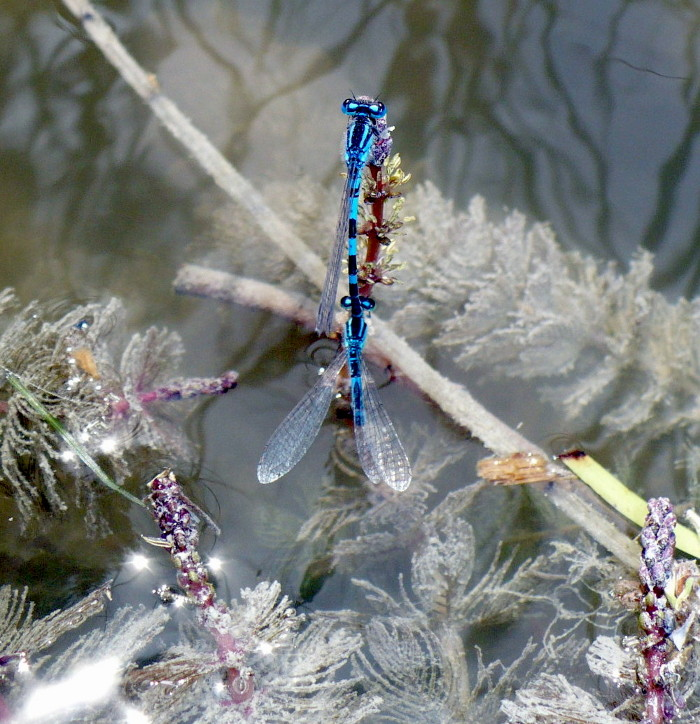
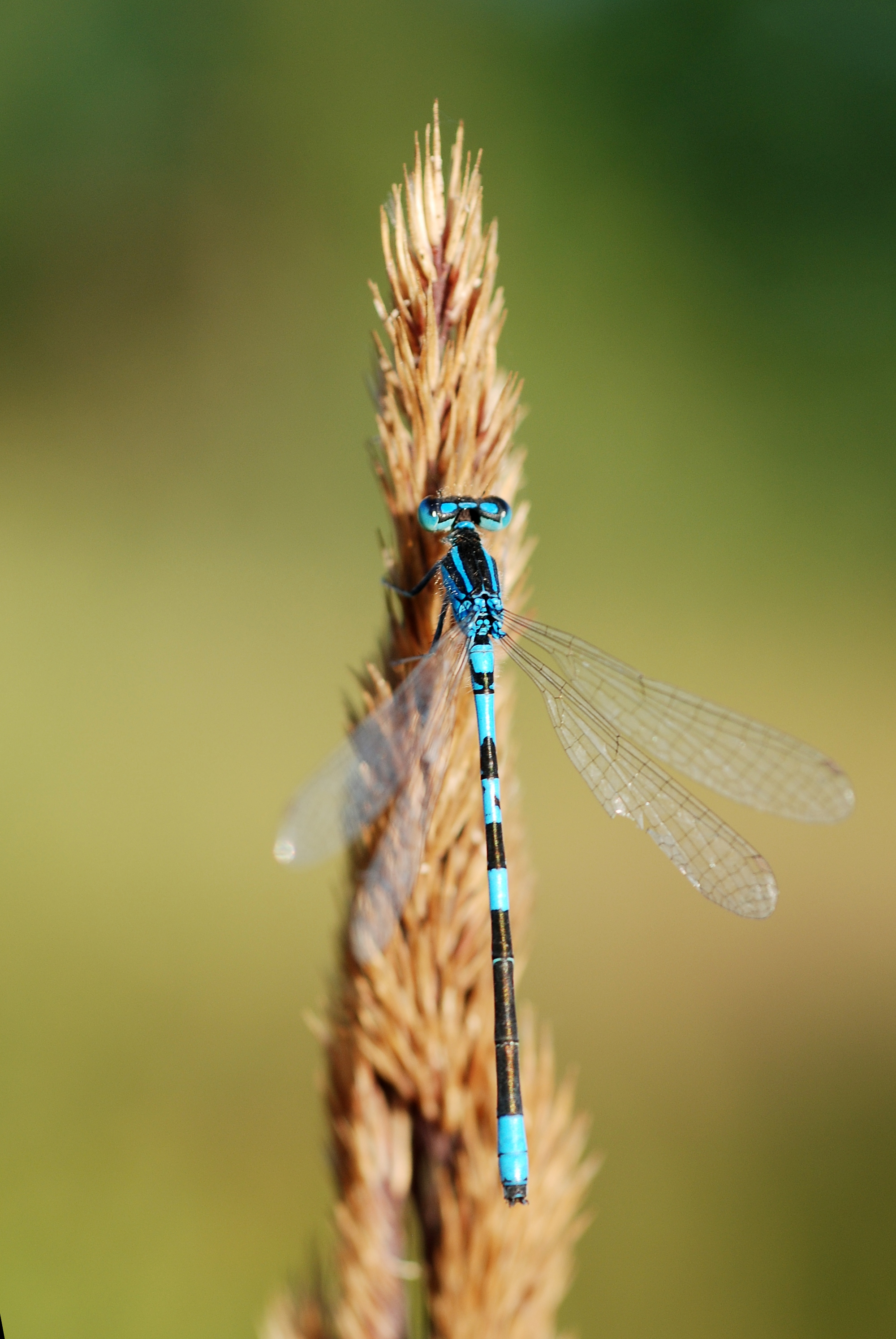
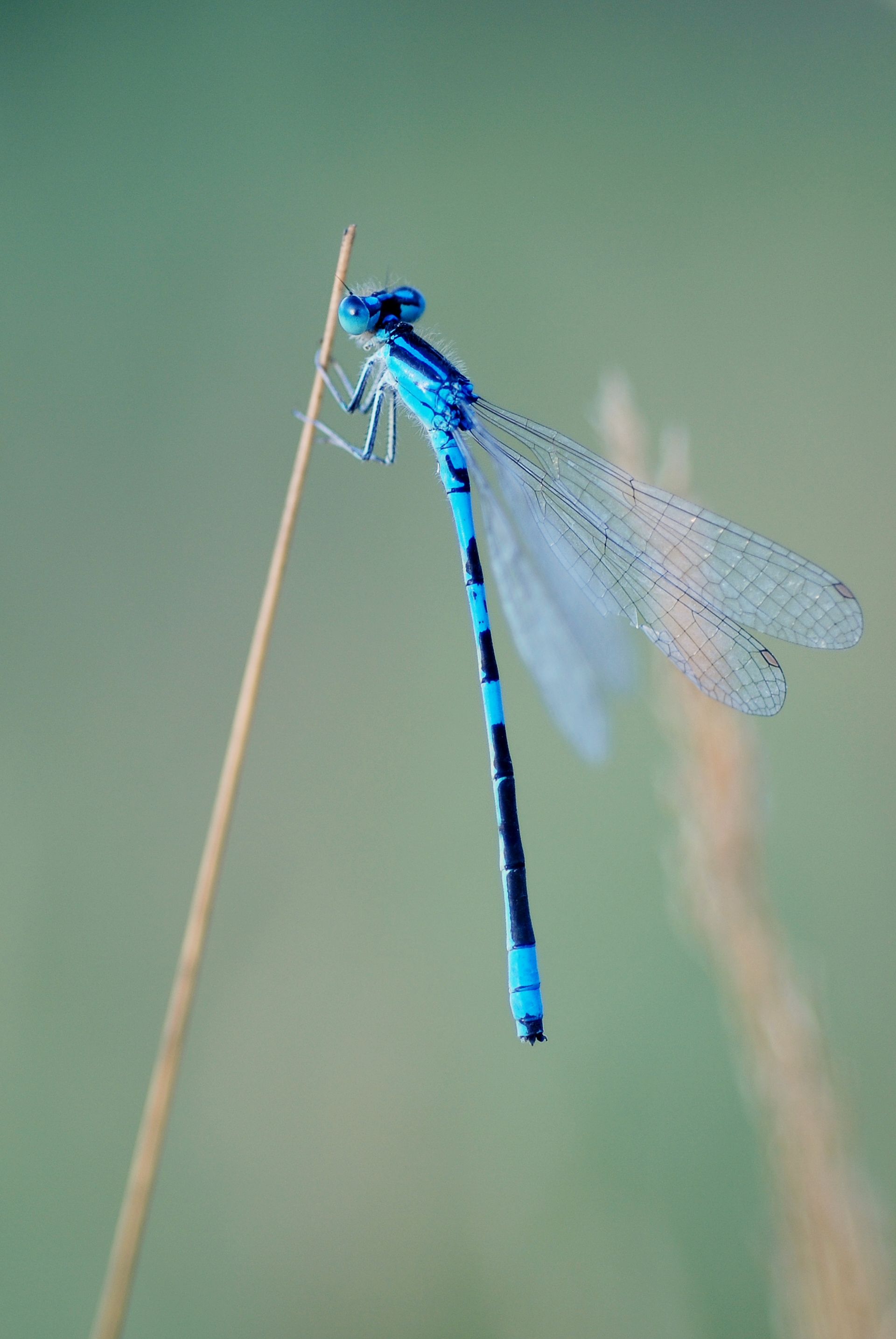
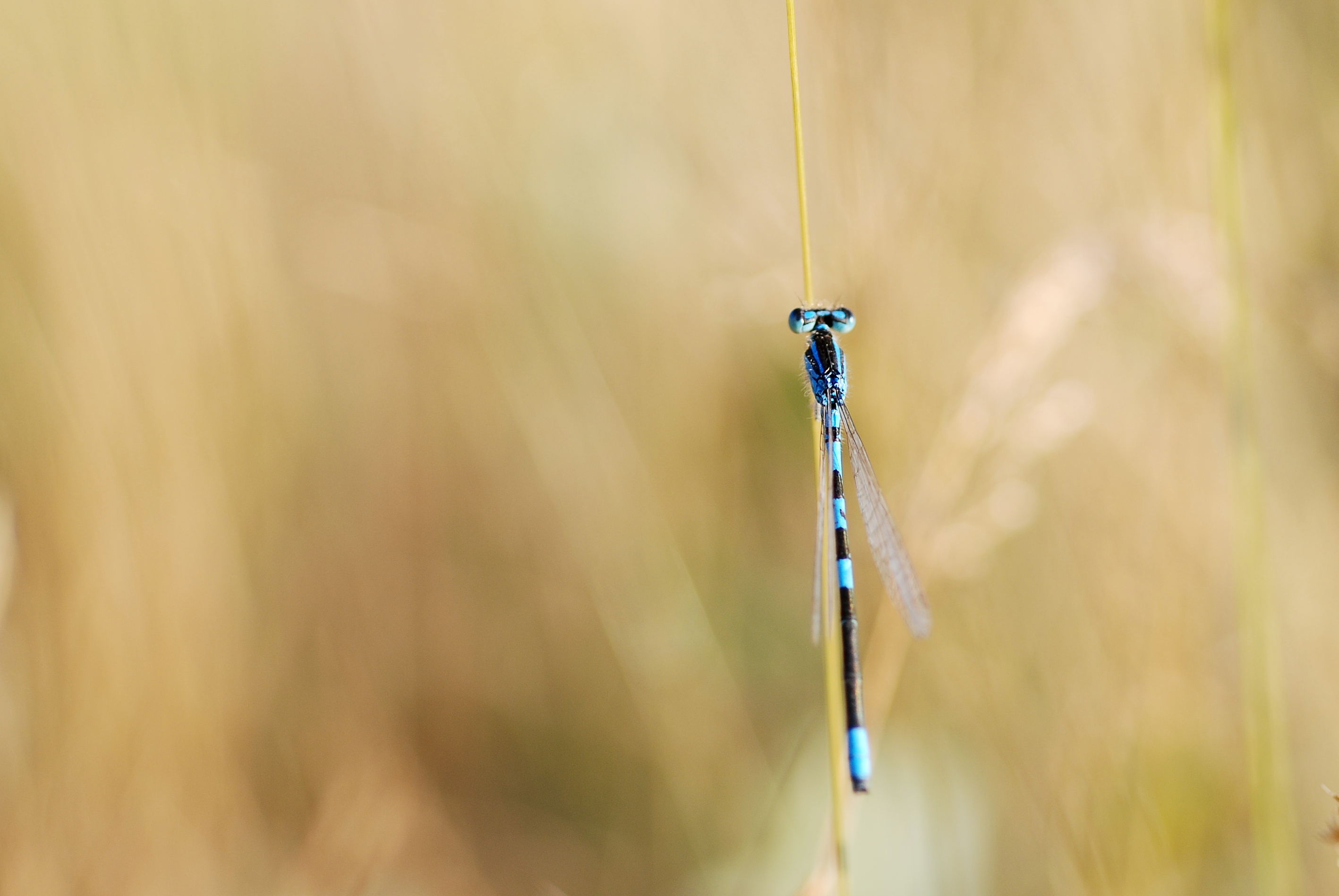
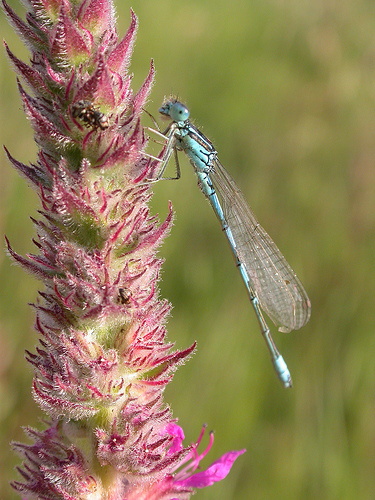